# Saale
Saale er en biflod til Elben. Den østtyske by Halle ligger ved Saale. Den næstsidste istid, Saale-istiden, er opkaldt efter denne biflod.